# Karel Kroupa
Karel Kroupa (né le 15 avril 1950 à Brno en Tchécoslovaquie) est un joueur de football tchécoslovaque (maintenant tchèque).